# Veryan Pappin
Veryan Guy Henry Pappin (Henley-on-Thames, 19 mei 1958) is een hockeydoelman uit het Verenigd Koninkrijk. Pappin speelde 37 interlands voor het Schotse elftal en ook nog 17 interlands voor Britse hockeyelftal. 
Pappin was onderdeel van de Britse ploeg tijdens de Olympische Zomerspelen 1984 maar hij kwam niet in actie en ontving geen medaille.
Tijdens de Olympische Spelen 1988 was Pappin wederom reservedoelman. Pappin mocht in de slotminuten van de finale invallen, vanwege deze speelminuten ontving Pappin net als ploeggenoten de gouden medaille.

## Erelijst
- 1988 –  Olympische Spelen in Seoel